# Організація Африканської Єдності
Організація Африканської Єдності (англ. Organization of African Unity, OAU) — міжнародна організація держав Африки, створена для подолання колоніалізму на континенті та сприяння внутрішнього і міжнародного співробітництва. Створена в 1963 році на конференції голів урядів держав, що звільнилися.
У 2002 році перейменована в Африканський союз.

## Історія створення
Створення Організації Африканської Єдності тісно пов'язана з еволюцією ідей Пан-Африканізму та
Руху Неприєднання на африканському континенті. Пан-Африканизм став тим «позитивним націоналізмом» в континентальному масштабі, який дозволив африканським країнам та народам усвідомити необхідність єднання та взаємодії заради звільнення з-під колоніального гніту та подальшого розвитку.
Шейх Анта Діод з цього приводу зазначав, що тільки наявність федерації африканських країн з центральним демократичним урядом від Середземноморського узбережжя до Мису Доброї Надії і від Атлантичного океану до Індійського, дозволить Африці якомога повніше розвиватися та стати відомою і поважною у світі.
Існувала ще й інша течія панафриканського руху — Негритюд. На відміну від Пан-Африканизму, що визначається насамперед геополітичними межами континенту, Негритюд спирається на спільність негритянської раси. Ідея Негритюду була притаманна здебільше французькій Тропічній Африці і не отримала такого поширення як Пан-Африканизм.
Значний вплив на африканські країни справило також здобуття незалежності країнами Азії, насамперед приклад Індії. Найвпливовішими індійськими лідерами для африканців стали Махатма Ганді, який довів доцільність боротьби за незалежність, і Джавахарлал Неру, який додав якісно нового імпульсу ідеям Неприєднання.
Не слід також забувати значного внеску країн Африки в перемогу Союзників у Другій світовій війні.
Власне відправною точкою широкомасштабної антиколоніальної боротьби в Африці став V Панафриканський конгрес у Манчестері в жовтні 1945 року, на якому було проголошено, що «всі країни мають бути звільненими від контролю як політичного, так і економічного».
Наступним чинником створення ОАЄ «Холодна війна». Після встановлення статус-кво між СРСР та США в Азії, почалася боротьба за прихильність країн Африки, де починаючи з 1950-х років дедалі частіше спалахували антиколоніальні повстання. Сполучені Штати Америки вплинули на своїх європейських союзників з метою пришвидшення надання незалежності своїм колоніям.
1960 рік став «роком Африки», коли з-під колоніальної залежності звільнилося 18 країн. У період з 1961 р. по 1963 р. — ще 9 країн. Ці нові незалежні держави одразу переформувалися не лише за субрегіональною ознакою, а й за баченням подальших шляхів розвитку континенту. Проте не виникало сумнівів, що Африці потрібна загальноафриканська організація, оскільки жодна країна не подолала би колоніальний спадок самотужки.
Слід зазначити, що звільнення Африки в часових рамках збіглося з появою інтеграційних тенденцій в Європі та інституційним оформленням соціалістичного блоку, тому це підштовхнуло і щойно створені країни Африки до єднання в межах континенту.
Тринадцять країн Тропічної та Екваторіальної Африки, що сформували Браззавільську групу, схилялися до повільного руху до повної незалежності, прагнучи зберегти тісні зв'язки з Францією та європейським Спільним ринком, а також розвивати Африканську та Малагасійську Організацію Економічної Співпраці.
Монровійська група на чолі з Нігерією віддавали перевагу градуалістичній стратегії розвитку, а також функціональну кооперацію. При цьому вони прагнули створити радше консультативні органи майбутньої організації, ніж виконавчі. Лідери східноафриканських країн, що сформували Панафриканський визвольний рух Східної, Центральної та Південної Африки, також схилялися до поступового просування країн до єдності. Радикальне крило представляли Гана, Гвінея та Уганда, лідери яких виступали за широкомасштабну інтеграцію всередині континенту.
Місцем проведення конференції щодо створення загальноафриканської організації було обрано столицю Ефіопії Аддис-Абебу, тому що Ефіопія було єдиною державою на континенті, яка зберегла свою незалежність.
На самій конференції голів держав і урядів в Аддис-Абебі 22-25 травня 1963 р. між лідерами не було повної згоди щодо цілей і компетенції майбутньої організації. Існувало два проекти організації. Перший, «серединний шлях» полягав у створенні такої організації, яка сприяла би подоланню міждержавних, міжетнічних та релігійних суперечностей, а також сприяти якомога швидшому звільненню решти країн що досі знаходилися під колоніальною залежністю. Один з прибічників цього проекту, президент Сенегалу Леопольд Сенгор, виступив
з пропозицією створення Африканського спільного ринку, для того щоб «перетворити слабкість на силу».
Ще один прихильник «серединного шляху», президент Камеруну Ахмаду Ахідйо зазначав: «Організація Африканської Єдності повинна бути гнучкою. … На сучасному етапі не може бути й мови ні про створення федерації, ні конфедерації».
Цікаву пропозицію висунув президент Конго (Браззавіль) Фулберт Юлу. Він запропонував лідерам проголосити «Доктрину Монро» для Африки. Тобто Африка повинна закритися від зовнішньополітичного втручання неафриканських держав і протистояти неоколоніалізму.
Проте існувало й радикальніше крило, яке очолював президент Гани Кваме Нкрума. Незадовго до саміту вийшла його книга «Африка повинна об'єднатися». Насамперед Нкрума пропонував широкомасштабну економічну інтеграцію, яка би дозволила пришвидшити процес розвитку та індустріалізації континенту. По-друге, він наголошував на політичній єдності континенту, елементом якої було дистанціювання від Радянського Союзу та США. Третім пунктом йшла боротьба з колоніалізмом. По-четверте він пропонував прийняти спільну військову і оборонну стратегії, а також створити Африканські збройні сили. І нарешті, країни мають узгодити спільну зовнішньополітичну доктрину «щоб захистити і сприяти розвитку континенту».
25 травня 1963 року було підписано Статут Організації Африканської Єдності головами держав і урядів 30 країн. Цей день став Днем визволення Африки. Статут набрав чинності 13 вересня 1963 р. Він складався з преамбули та 33 статей, що визначили цілі, принципи, структуру організації, а також питання пов'язані з її функціонуванням.

## Занепад і трансформація
Закінчення «холодної війни» мало важкі довгострокові наслідки для переважної більшості країн Африки.
По-перше, вони залишилися сам на сам перед обличчям глибоких політичних, економічних та соціальних проблем. По-друге, це спричинило нову хвилю насильства на континенті, пов'язану передовсім з етнічними, економічними та релігійними чинниками, оскільки континент перестав бути ареною двобою СРСР і США.
Виявилося, що джерела конфліктів мають внутрішнє, а не зовнішнє походження. І, по-третє, до африканських лідерів прийшло розуміння того, що необхідно власноруч вирішувати власні проблеми.
Цей період також характеризується значним зниженням і міжнародної уваги до проблем континенту. На початку 90-х років з'явилося поняття «афропесимізму», що позначило неспроможність країн Африки власними силами вийти з перманентної кризи. На цей же період припадає й найнижчий показник іноземної допомоги континенту.
Стала зрозумілою і неспроможність Організації Африканської Єдності протистояти новим викликам постбіполярного світу.
На Надзвичайному саміті ОАЄ в місті Сірті (Лівія) 9 вересня 1999 року лідер Лівії Муаммар Каддафі виголосив ініціативу щодо створення «Сполучених Штатів Африки» за принципом конфедерації, а також про створення Пан-Африканського Парламенту.
Трансформація ОАЄ в Африканський Союз, що закінчилася на саміті ОАЄ в Дурбані (ПАР) 6-11 липня 2002 року надала якісно нового імпульсу розвитку системи міжнародних відносин на континенті, а також поклало початок еволюції відносин країн Африки з провідними акторами світової політики.